# Itinerario di Einsiedeln
L'Itinerario di Einsiedeln è una descrizione sommaria di Roma medievale nel VIII-IX secolo. 

## Storia
Il manoscritto dell'Itinerario appartenne un tempo alla abbazia di Pfeffers e si trova presso la biblioteca dell'abbazia benedettina di Einsiedeln, in Svizzera. Il manoscritto è attribuito ad un Anonimo di Einseldeln (detto anche Anonimo di Mabillon dal nome del monaco benedettino che lo ha rinvenuto, lo storico Jean Mabillon). Il manoscritto fu esaminato e descritto da Haenel, Jordan, De Rossi e dall'archeologo Rodolfo Lanciani. Il testo è stato composto con le scritte di una pianta della città di Roma dell'epoca di Carlo Magno e preparato ad uso dei pellegrini per condurli verso i principali centri religiosi che erano interessanti dal punto di vista della fede cristiana oltre che turistici.

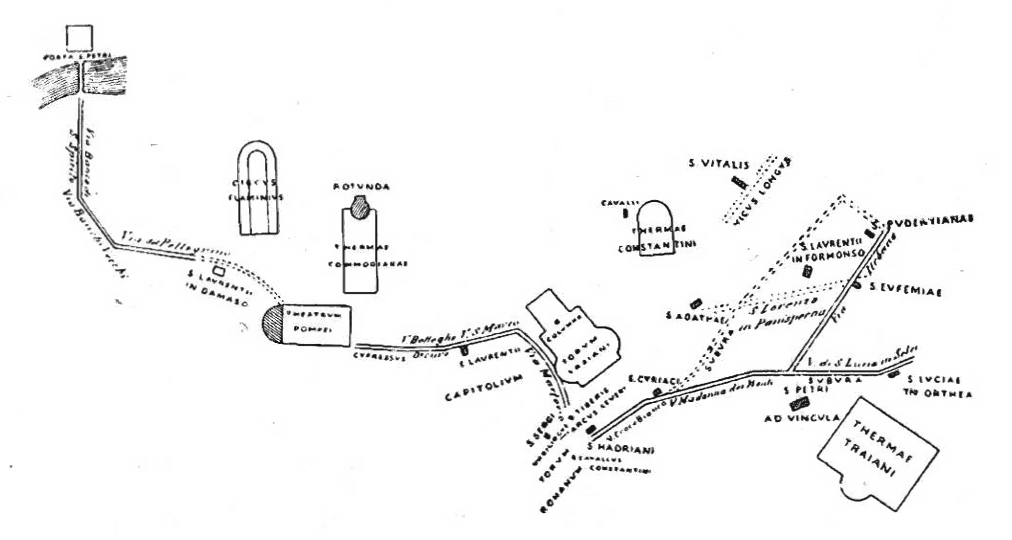
Primo itinerario del manoscritto di Einsiedeln

La lista degli itinerari infra moenia è la seguente:
1. Da Porta Sant'Angelo a Santa Lucia in Selci
2. Da Porta Sant'Angelo a Porta Salaria
3. Da Porta Nomentana al Foro Romano
4. Da Porta Flaminia a Via Lateranense[4]
5. Da Porta Tiburtina alla Suburra
6. Da Porta Tiburtina a San Vito
7. Da Porta Aurelia a Porta Prenestina
8. Da Porta Sant'Angelo a Porta Asinaria
9. Dalle Sette vie[5] a Porta Metronia
10. Da Porta Metronia a Porta Latina
11. Da Porta Appia alla Schola Graeca in via Appia[6]

In termini di castramentazione romana, il nono itinerario che va da est ad ovest della città formerebbe il Decumanus Maior; il terzo itinerario invece, nella sua direzione Nord-Sud, rappresenterebbe il Cardo. Il redattore dell'Itinerario si prometteva di condurre i pellegrini, oltre che per le vie della fede anche per i monumenti, gli edifici più importanti, sacri o profani, che ancora esistevano nel IX secolo. La cartografia usata dal redattore fa pensare ad una consultazione di mappe anteriori a quelle dell'epoca carolingia per la presenza di nomi come Vicus Patricius, Minervium, Hadrianum, che appaiono troppo classici per il IX secolo.
Le strade per le quali l'Itinerario conduce sono quelle della Roma imperiale. Un esempio legato alle condizioni della città lo abbiamo dal primo Itinerario: alla sinistra del percorso, i pellegrini potevano ammirare il Circo Flaminio, la Rotonda, le terme di Agrippa, il Foro di Traiano e la sua colonna, l'arco di Settimio Severo nel Foro, la chiesa di Sant'Adriano (non era altro che la sede dell'antico Senato), la chiesa di Sant'Agata, e poi nella Suburra le terme di Costantino, la chiesa di San Vitale, la chiesa di Sant'Eufemia. Alla destra, invece, a partire dal Pons Aelius davanti a Castel Sant'Angelo, si potevano ammirare la chiesa di San Lorenzo in Damaso, il teatro di Pompeo, la basilica di San Lorenzo, il Campidoglio, la chiesa di San Sergio (dove si trova l'ombelico di Roma), la statua equestre di Costantino, la basilica di Santa Pudenziana nella Suburra, la chiesa di San Lorenzo in Formosa, e infine le terme di Traiano ad Vincula.
Il Manoscritto di Einsiedeln include in totale quattro sezioni: una raccolta di iscrizioni dell'Urbe, l'itinerario per i pellegrini, un'antologia liturgica e dei carmi latini. La sezione dei carmi è attribuibile ad un altro autore, probabilmente appartenente al monastero di Reichenau, mentre le iscrizioni sono riprese da molti monumenti romani e parlano di personaggi non noti, sebbene importanti, ed edifici ormai non più esistenti.